# 二宮町消防本部

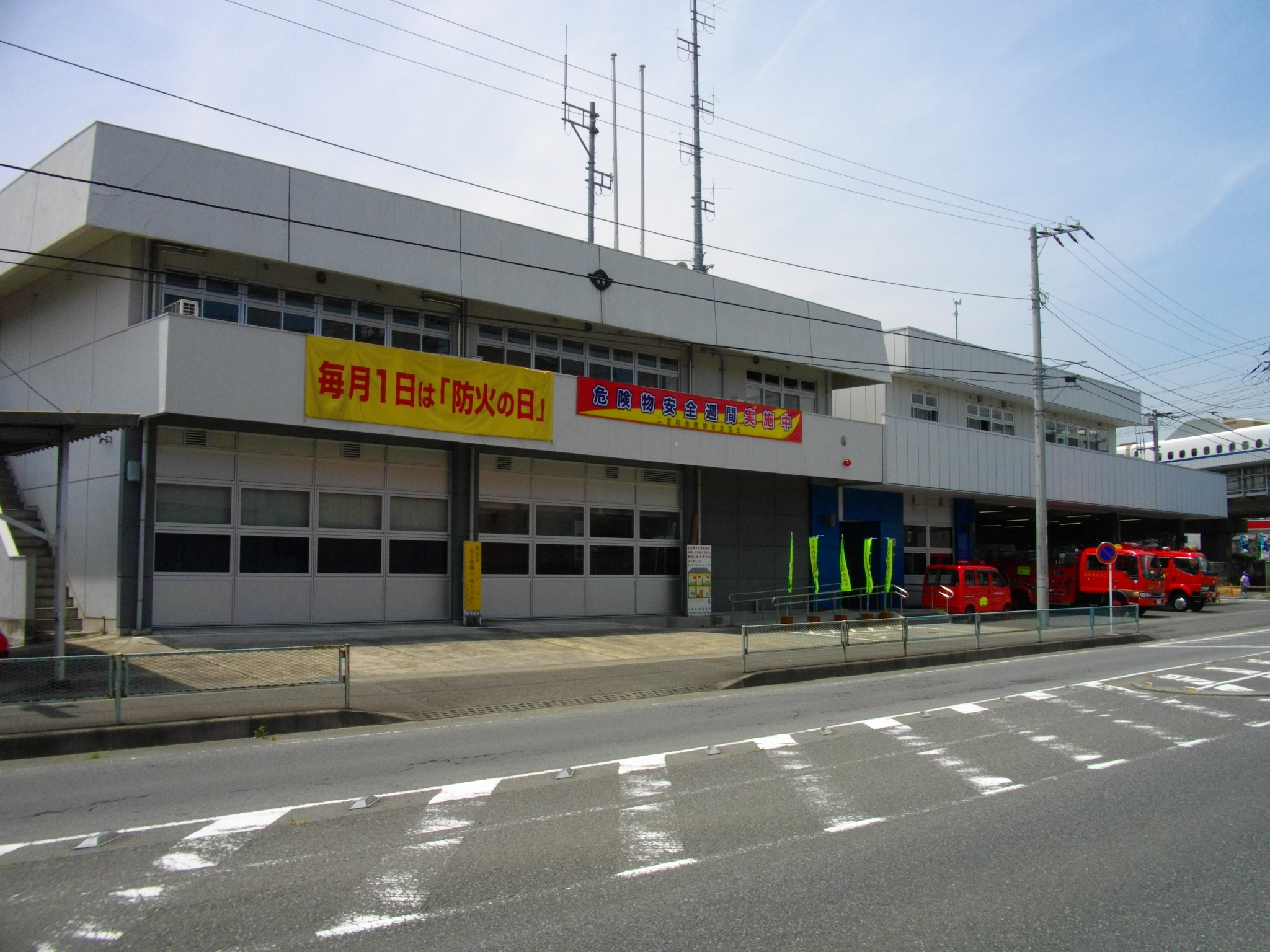
二宮町消防本部

二宮町消防本部（にのみやまちしょうぼうほんぶ）は、神奈川県中郡二宮町の消防部局（消防本部）。管轄区域は二宮町全域。

## 概要
- 消防本部：二宮町中里711番地1
- 管内面積：9.08km2
- 職員定数：46人
- 消防署1か所
- 主力機械（2020年4月1日現在）
  - 普通消防ポンプ自動車：1
  - 水槽付消防ポンプ自動車：1
  - 救助工作車：1
  - 高規格救急自動車：2
  - 指令車：1
  - 積載車：1
  - 広報車：1

【主力機械に関する参考文献：令和2年版消防年報（二宮町消防本部）】

## 沿革
- 1971年4月1日 町役場に消防課が設置される。
- 1971年9月6日 救急業務を開始する。
- 1972年2月1日 二宮町消防本部及び二宮町消防署を開設する。

## 組織
- 本部 - 消防課
- 消防署 - 第1警備隊、第2警備隊

## 消防署
| 消防署       | 住所      | 出張所 |
| ------------ | --------- | ------ |
| 二宮町消防署 | 中里711-1 | なし   |